# Cameron Payne
Cameron Payne (Memphis, 8 de agosto de 1994) é um jogador norte-americano de basquete profissional que atualmente joga pelo New York Knicks da National Basketball Association (NBA).
Ele jogou basquete universitário por Murray State e foi selecionado pelo Oklahoma City Thunder como a 14ª escolha geral do draft da NBA de 2015. Após jogar duas temporadas pelo Thunder, ele foi trocado para o Chicago Bulls em 2017, onde jogou por três temporadas antes de ser dispensado em 2019. Payne jogou pelo Cleveland Cavaliers com contratos de 10 dias antes de seguir para o exterior, onde atuou pelo Shanxi Loongs da China. Payne retornou à NBA e assinou com o Phoenix Suns em 2020, onde revitalizou sua carreira, tornando-se um jogador chave saindo do banco e ajudando a equipe a chegar às finais da NBA em 2021. Desde então, jogou pelo Milwaukee Bucks e pelo Philadelphia 76ers.

## Carreira no ensino médio
Payne frequentou a Lausanne Collegiate School em Memphis, Tennessee. Apesar de liderar a escola para o título estadual de 2013, Payne não era um jogador fortemente olhado pelos principais programas universitários. Ele foi considerado um recruta de três estrelas pela Rivals.com e não foi classificado entre os 100 melhores prospectos. 
Ele foi recrutado por William Small para jogar basquete universitário em Murray State. Payne, em seguida, passou de um recruta pouco conhecido para uma potencial escolha no draft da NBA.

## Carreira universitária
Como calouro, Payne teve médias de 16,8 pontos, 5,4 assistências, 3,6 rebotes e 1,7 roubadas. Ele foi forçado a ser titular devido a uma lesão de Zay Jackson e começou sua carreira universitária registrando 21 pontos e quatro assistências. Payne foi eleito para a Primeira-Equipe da OVC e foi nomeado o Calouro do Ano da conferência.
No segundo ano, ele foi o Jogador do Ano da Ohio Valley Conference depois de ter médias de 20,2 pontos, 6,0 assistências, 3,7 rebotes e 1,9 roubadas. 
Payne optou por se declarar para o draft da NBA após sua segunda temporada.

## Carreira profissional

### Oklahoma City Thunder (2015-2017)
Em 25 de junho de 2015, Payne foi selecionado pelo Oklahoma City Thunder como a 14ª escolha geral no draft da NBA de 2015. Em 10 de julho de 2015, ele assinou seu contrato de novato de 2 anos e US$4.1 milhões com o Thunder.
Ele estreou pelo Thunder em 1º de novembro em uma vitória por 117-93 sobre o Denver Nuggets, registrando três assistências em quatro minutos. Em 5 de dezembro, ele foi designado para o Oklahoma City Blue, afiliado do Thunder na D-League. Ele foi chamado de volta em 6 de dezembro, reatribuído em 15 de dezembro e chamado de volta novamente em 16 de dezembro. Em 29 de dezembro, ele teve um esforço de 16 pontos em uma vitória por 131-123 sobre o Milwaukee Bucks. Na partida final da temporada regular do Thunder em 12 de abril de 2016, Payne registrou recordes de carreira de 17 pontos e sete assistências em uma derrota por 102-98 para o San Antonio Spurs.
Em 25 de julho de 2016, Payne passou por um procedimento bem-sucedido para reparar uma fratura no quinto metatarso do pé direito. Ele se recuperou rapidamente e foi liberado para treinar quando os treinos começaram. Em 27 de setembro, ele sofreu uma fratura aguda no quinto metatarso em um treino do time. Como resultado, ele perdeu os dois primeiros meses da temporada de 2016–17. Depois de passar seis dias com o Oklahoma City Blue no início de janeiro, Payne se juntou ao grupo de jogadores do Thunder pela primeira vez em 2016–17 em 7 de janeiro. Ele subsequentemente fez sua estreia na temporada naquela noite, marcando oito pontos em 13 minutos contra o Denver Nuggets. Em 9 de fevereiro de 2017, ele marcou 15 pontos, sua maior pontuação da temporada, em uma vitória por 118-109 sobre o Cleveland Cavaliers.

### Chicago Bulls (2017–2019)
Em 23 de fevereiro de 2017, Payne foi negociado, juntamente com Joffrey Lauvergne e Anthony Morrow, para o Chicago Bulls em troca de Taj Gibson, Doug McDermott e uma escolha de segunda rodada no draft de 2018. Durante a temporada de 2016-17, Payne jogou vários jogos no Windy City Bulls, afiliado dos Bulls na D-League.
Em 8 de setembro de 2017, Payne foi descartado por três a quatro meses após ser submetido a uma cirurgia no pé direito. Ele estreou na temporada em 22 de fevereiro de 2018, em uma derrota por 116-115 para o Philadelphia 76ers. Em 23 de março de 2018, ele fez 17 pontos e seis assistências em uma derrota de 118-105 para o Milwaukee Bucks. Em 24 de outubro de 2018, Payne marcou todos os seus 21 pontos no segundo tempo da vitória dos Bulls por 112-110 sobre o Charlotte Hornets.
Em 3 de janeiro de 2019, ele foi dispensado pelos Bulls.

### Cleveland Cavaliers (2019)
Em 6 de janeiro de 2019, Payne assinou um contrato de 10 dias com o Cleveland Cavaliers. Em 16 de janeiro, ele assinou um segundo contrato de 10 dias com os Cavaliers. Ele saiu dos Cavaliers após a expiração de seu segundo contrato.

### Shanxi Loongs (2019–2020)
Em 25 de julho de 2019, Payne assinou um contrato com o Toronto Raptors. Em 8 de outubro de 2019, ele jogou por 12 minutos contra o Houston Rockets em um jogo de pré-temporada e marcou quatro pontos, uma assistência e um rebote. Em 19 de outubro de 2019, os Raptors dispensaram Payne.
Em 12 de novembro de 2019, foi relatado que Payne se juntaria ao Shanxi Loongs da Liga Chinesa. Ele jogou em dois jogos pela equipe, com médias de 22,5 pontos, 6,0 rebotes, 7,5 assistências e 4,5 roubos. Em 2 de janeiro de 2020, Payne foi desligado da equipe.

### Texas Legends (2020)
Em 25 de janeiro de 2020, o Texas Legends anunciou que haviam adquirido Payne.
Durante a semana de 3 de março de 2020, Payne foi nomeado o Jogador da Semana da G-League com médias de 23,3 pontos, 7,3 rebotes, 10,3 assistências, 2,7 roubos e 1,3 bloqueios, enquanto liderava os Legends para um recorde perfeito de 3-0 na semana.

### Phoenix Suns (2020–2023)
Em 30 de junho de 2020, Payne concordou com um contrato até o fim da temporada com o Phoenix Suns. Ele estreou em 31 de julho na Bolha da NBA, onde registrou nove pontos, três rebotes, duas assistências e duas roubadas de bola em uma vitória por 125-112 sobre o Washington Wizards. Em 7 de agosto de 2020, Payne registrou um recorde da temporada com 15 pontos em uma vitória por 114-99 sobre o Indiana Pacers. Mais tarde, ele repetiu seu recorde da temporada em uma vitória por 128-102 sobre o Dallas Mavericks, ajudando a equipe a ficar invicta em todos os oito jogos que os Suns disputaram na bolha, enquanto saía do banco e alcançava suas maiores médias de pontuação e rebotes na NBA até então.
Após seu tempo bem-sucedido na bolha, Payne teve seu contrato renovado em 18 de novembro de 2020. Em sua segunda temporada com Phoenix, Payne continuou a produção bem-sucedida vindo do banco. Em 6 de janeiro de 2021, ele igualou sua então melhor marca na carreira de 10 assistências em apenas 16 minutos de jogo em uma vitória por 123-115 sobre o Toronto Raptors. Em 20 de fevereiro, ele marcou um recorde da temporada com 19 pontos e distribuiu sete assistências em uma vitória por 128-97 sobre o Memphis Grizzlies. Em 4 de março, Payne registrou seu segundo duplo-duplo na carreira na NBA, liderando os Suns naquela noite com 17 pontos e 10 assistências, em uma vitória por 120-98 sobre o Golden State Warriors.
Em 22 de junho de 2021, Payne registrou um recorde pessoal nas Finais da Conferência Oeste contra o Los Angeles Clippers, marcando 29 pontos, junto com nove assistências, duas roubadas de bola e dois bloqueios na vitória por 104-103 dos Suns. Payne ajudou os Suns a alcançarem as Finais da NBA de 2021, mas a equipe perdeu a série em 6 jogos para o Milwaukee Bucks.
Em 4 de março de 2022, Payne registrou um recorde pessoal de 16 assistências, além de 17 pontos, em uma vitória por 115-114 sobre o New York Knicks. Em 16 de novembro de 2022, Payne igualou seu recorde pessoal de 29 pontos em uma vitória por 130-119 sobre o atual campeão Golden State Warriors.
Durante as Semi-Finais dos playoffs da NBA de 2023, em um Jogo 6 contra o Denver Nuggets, Payne quebrou seu recorde pessoal de pontos marcados, marcando 31 pontos em uma derrota por 125-100. Os Suns seriam eliminados após esse jogo perdendo a série por 4-2.

### Milwaukee Bucks (2023–2024)
Em 17 de julho de 2023, os Suns negociaram Payne e uma escolha de segunda rodada do draft de 2025 para o San Antonio Spurs em troca de uma escolha de segunda rodada em 2024. Em 11 de setembro, ele foi dispensado. Em 2 de outubro, assinou um contrato de um ano e US$2.8 milhões com o Milwaukee Bucks.

### Philadelphia 76ers (2024)
Em 8 de fevereiro de 2024, Payne foi negociado, juntamente com uma escolha de segunda rodada do draft de 2027, para o Philadelphia 76ers em troca de Patrick Beverley. Em 9 de fevereiro, Payne fez sua estreia pelos 76ers, marcando 20 pontos e distribuindo seis assistências em uma derrota por 127-121 para o Atlanta Hawks.

### New York Knicks (2024–Presente)
Em 15 de julho de 2024, Payne assinou um contrato de 1 ano e US$3.0 milhões com o New York Knicks.

## Estatísticas da carreira

### NBA

#### Temporada regular
| Ano      | Equipe        | PJ  | PT | MPJ  | AP   | 3P   | LL    | RT  | AS  | BR  | TO | PPJ  |
| -------- | ------------- | --- | -- | ---- | ---- | ---- | ----- | --- | --- | --- | -- | ---- |
| 2015–16  | Oklahoma City | 57  | 1  | 12.2 | .410 | .324 | .792  | 1.5 | 1.9 | .6  | .1 | 5.0  |
| 2016–17  | Oklahoma City | 20  | 0  | 16.0 | .331 | .308 | 1.000 | 1.6 | 2.0 | .5  | .3 | 5.3  |
| 2016–17  | Chicago       | 11  | 0  | 12.9 | .333 | .324 | .250  | 1.5 | 1.4 | .4  | .0 | 4.9  |
| 2017–18  | Chicago       | 25  | 14 | 23.3 | .405 | .385 | .750  | 2.8 | 4.5 | 1.0 | .4 | 8.8  |
| 2018–19  | Chicago       | 31  | 12 | 17.3 | .411 | .271 | .880  | 1.7 | 2.7 | .6  | .2 | 5.7  |
| 2018–19  | Cleveland     | 9   | 1  | 19.6 | .491 | .360 | .688  | 2.1 | 2.6 | .9  | .3 | 8.2  |
| 2019–20  | Phoenix       | 8   | 0  | 22.9 | .485 | .517 | .857  | 3.9 | 3.0 | 1.0 | .3 | 10.9 |
| 2020–21  | Phoenix       | 60  | 1  | 18.0 | .484 | .440 | .893  | 2.4 | 3.6 | .6  | .3 | 8.4  |
| 2021–22  | Phoenix       | 58  | 12 | 22.0 | .409 | .336 | .843  | 3.0 | 4.9 | .7  | .3 | 10.8 |
| 2022–23  | Phoenix       | 48  | 15 | 20.2 | .415 | .368 | .766  | 2.2 | 4.5 | .7  | .2 | 10.3 |
| 2023–24  | Milwaukee     | 47  | 2  | 14.9 | .455 | .397 | .841  | 1.3 | 2.3 | .5  | .1 | 6.2  |
| 2023–24  | Philadelphia  | 31  | 8  | 19.4 | .413 | .382 | .913  | 1.8 | 3.1 | .6  | .3 | 9.3  |
| Carreira | Carreira      | 405 | 66 | 18.2 | .420 | .367 | .789  | 2.1 | 3.0 | .6  | .2 | 7.8  |

#### Playoffs
| Ano      | Equipe        | PJ | PT | MPJ  | AP   | 3P    | LL   | RT  | AS  | BR | TO | PPJ |
| -------- | ------------- | -- | -- | ---- | ---- | ----- | ---- | --- | --- | -- | -- | --- |
| 2016     | Oklahoma City | 10 | 0  | 6.4  | .269 | .200  | .500 | .4  | .8  | .2 | .2 | 1.8 |
| 2017     | Chicago       | 1  | 0  | 4.0  | .500 | 1.000 | —    | 1.0 | .0  | .0 | .0 | 3.0 |
| 2021     | Phoenix       | 22 | 2  | 19.0 | .425 | .362  | .889 | 2.5 | 3.2 | .8 | .5 | 9.3 |
| 2022     | Phoenix       | 13 | 0  | 13.2 | .297 | .167  | .833 | 1.5 | 2.1 | .5 | .1 | 4.2 |
| 2023     | Phoenix       | 7  | 4  | 21.8 | .479 | .407  | .000 | 2.0 | 2.9 | .4 | .3 | 8.1 |
| Carreira | Carreira      | 53 | 6  | 12.8 | .393 | .427  | .555 | 1.4 | 1.8 | .3 | .2 | 5.2 |

### Universitário
| Ano      | Equipe       | PJ | PT | MPJ  | AP   | 3P   | LL   | RT  | AS  | BR  | TO | PPJ  |
| -------- | ------------ | -- | -- | ---- | ---- | ---- | ---- | --- | --- | --- | -- | ---- |
| 2013–14  | Murray State | 34 | 34 | 32.7 | .404 | .341 | .774 | 3.6 | 5.4 | 1.7 | .6 | 16.8 |
| 2014–15  | Murray State | 35 | 35 | 32.2 | .456 | .377 | .787 | 3.7 | 6.0 | 1.9 | .5 | 20.2 |
| Carreira | Carreira     | 69 | 69 | 32.4 | .430 | .359 | .780 | 3.6 | 5.7 | 1.7 | .5 | 18.5 |

Fonte: